# Pueblo mursi

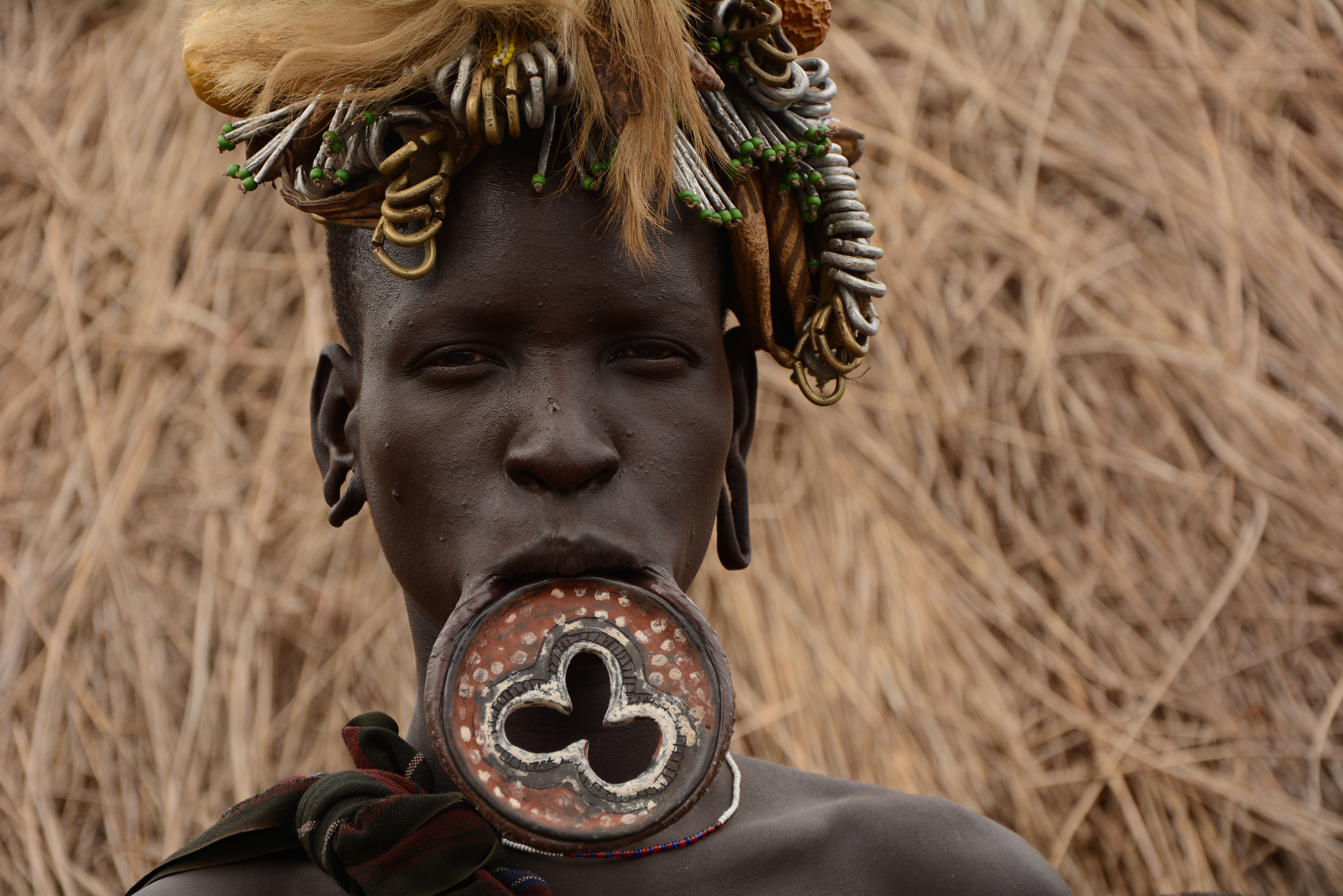
Mujer mursi en Lower Omo (Etiopía).

Los Mursi son una tribu africana que se localiza en Debub Omo, Etiopía, cuyos integrantes se calculan en unos 9.000, y que viven principalmente en las estepas de Jinka y las montañas del Omo Park en la región del Omo Central en Etiopía. Su idioma, el mursi, pertenece a las lenguas nilo-saharianas.

## Tradiciones
Los Jalaba (consejo de hombres de más edad del poblado) son los que toman las decisiones.
Los mursi, al igual que los surma mantienen entre otras tradiciones ancestrales el Donga, batalla-festiva entre jóvenes provistos de unas largas varas de acacia que habitualmente usan para manejar el ganado y a las que llaman "donga", que da nombre a la ceremonia festiva, que consiste en una lucha cruenta que se desarrolla por parejas, con unas normas que no son fáciles de determinar, pero que evitan las heridas graves, aunque la sangre es inevitable. 
El Donga Se celebra al final de la cosecha, y sólo cuando esta ha sido abundante y tienen excedentes de grano con los que elaborar una bebida alcohólica parecida a la cerveza, y también un licor muy fuerte parecido al aguardiente que llaman "arake". Los contendientes, que llegan desde sus lugares de residencia caminando , a veces durante días, cuando llegan a la explanada en la que se desarrolla el encuentro, acostumbran a estar bastante afectados por el alcohol ingerido. Cada grupo se sitúa en un lugar determinado tras una bandera con sus colores, y se lanzan gritos y gestos provocativos entre ellos. Los que participan en la lucha van completamente desnudos y habitualmente llevan el cuerpo pintado con dibujos tradicionales, y en ocasiones portan algún tipo de protección básica para evitar los golpes en cabeza, rodillas y codos. Cuando dos luchadores se retan, comienza una lucha que suele ser breve pero muy violenta y causa heridas considerables. Cuando un donga se astilla, se para la lucha para evitar laceraciones más graves.
Es habitual que haya personas de respeto que ejercen de árbitros y que portan armas de asalto, algo habitual en la tribu, que se encargan de que se respeten las normas y de mantener alejados a los que no participan de la lucha. No es extraño que se escuchen disparos. Al caer la noche la lucha se convierte en fiesta común y se continúa con la ingesta de alcohol al ritmo de la percusión hasta la madrugada.
Los extranjeros no son bien recibidos en este tipo de ceremonias y puede ser realmente peligroso asistir a ellas.
Las mujeres mursi lucen platos de arcilla o madera incrustados en sus labios y en las orejas, como también son increíbles los peinados con ornamentos como aros metálicos y telas diversas. Los hombres lucen unos espectaculares dibujos pintados con tiza blanca por todo su cuerpo.
Los mursi también disparan con una flecha a las vacas que tienen en su ganado en un sitio donde ellas no sienten dolor y se beben la sangre in situ la cual tiene un sabor fuerte a metal y está caliente, esa sangre también pueden usarla para bañarse el cuerpo ya que creen que lo rejuvenece.

## Actividad económica y cultural
Se dedican principalmente al pastoreo (ganado bovino) y también a la agricultura (cereales: sorgo y maíz) también son recolectores de miel. 
Practican un idioma de difícil entendimiento, el idioma mursi. Los labios inferiores de las mujeres están moldeados según el diámetro de los platos (confeccionado a base de barro, o de madera), que las hace más atractivas frente a los hombres de la tribu.

## Religión
Los mursi creen en una fuerza superior en el cielo a la que llaman Tumwi, aunque también se manifiesta como una cosa en el cielo como un arcoíris o un ave.

## Parque nacional del Omo
Se acusa a la African Parks Foundation y funcionarios del Gobierno de obligar a los mursi a que renuncien sin ninguna compensación a su tierra dentro de las fronteras del Parque Nacional del Omo. 
Un grupo llamado “Soluciones Nativas para Refugiados de Conservación” dice que los documentos que los mursi firman los convertirán en ocupantes ilegales en su propia tierra y que a los suri cruz, dizi, me’en y nyangatom, que también viven en el parque, les espera un destino similar. Después de que la African Parks Foundationse hiciera con el mando del Parque Nacional de Nechisar, expulsaron a los mursi y quemaron 463 casas el 25 de noviembre de 2005. 
En julio de 2008 los mursi declararon su territorio una zona comunitaria de conservación y comenzaron un proyecto comunitario de turismo (https://web.archive.org/web/20100530073831/http://www.mursicommunity.org/).

## La presa Gibe III
La presa hidroeléctrica Gibe III es una presa de 243m de altura de hormigón compactado a rodillo en Etiopía la cual es la presa de hidroelectricidad más grande de África. Esta presa se inauguró en octubre de 2015.
Grupos medioambientales locales e internacionales como la organización de defensa de los pueblos indígenas Survival International han denunciado graves impactos negativos tanto sociales como medioambientales y han criticado la evaluación del proyecto como insuficiente con respecto a las consecuencias sociales y medioambientales. Además han criticado el proceso de aprobación de la presa, ya que todavía no se ha asegurado toda la financiación de la construcción. El Banco Europeo de Inversiones se ha retirado del proyecto.

### Los impactos de la presa
Según la Asociación de Evaluación de Impacto Ambiental (EIA), la presa Gibe III no causará un daño significativo. Incluso el informe dice que la presa será necesaria para preservar el Lago Turkana y para restaurar la integridad y diversidad biológicas de la región.
Por el contrario, un evaluación de los procesos sociales y medioambientales mostró la presa tendrá efectos negativos significativos, algunos de ellos catastróficos, para la región en la zona fronteriza entre Kenia, Etiopía y Sudán. Después de la construcción la presa afectará a la economía de muchos pueblos indígenas. Sus actividades económicas en la cuenca del río Omo son la recolección, pesca, apicultura, crianza de gallinas, producción de artículos para la casa, agricultura de recesión (agricultura basada en las inundaciones temporales), producción de ganado y otras que dependen completamente de las inundaciones del río Omo. Una vez terminada, la presa supondría un desastre para los pueblos indígenas. Por lo menos 200.000 pastores y agricultores-pastores en la cuenca del río Omo verán sus vidas devastadas. Además, afectará a unos 300.000 kenianos que dependen del Lago Turkana, que el río Omo rellena y que utilizan como fuente de agua.
La supervivencia de unos 200.000 indígenas depende completamente del río Omo, de por lo menos ocho etnias distintas: los mursi, bodi, kwegu, suri, aari, karo, nyangatom y dasanech. La agricultura juega un rol muy importante en su economía. Estas poblaciones se enfrentarían a grandes pérdidas económicas, hambre, enfermedades y muerte a escala regional si se completara la presa.
Actualmente, no hay ninguna indicación clara si estos indígenas migrarían a otro lugar o si tendrían algún apoyo del Gobierno.
Según las autoridades de Etiopía la cantidad de agua que llega al lago no cambiará con la presa. La única diferencia sería un flujo más estable durante el año – más durante la sequía y menos durante la temporada de lluvia. Meles Zenawi, el primer ministro de Etiopía, dijo en una entrevista con la BBC: “En total el impacto medioambiental será muy beneficioso. Aumentará la cantidad del agua en el sistema del río, regulará completamente las inundaciones que eran un problema mayor, mejorará el sustento de la gente río abajo, porque tendrán proyectos de riego, y no afectará en nada negativamente al Lago Turkana. Esto es lo que muestra nuestro estudio.”
No obstante, durante el tiempo que necesitan para llenar la presa Gibe III – una o dos temporadas de lluvia según la compañía de electricidad – el río será reducido a un flujo típico de la sequía. Además, la evaporación y el escape posible del embalse de 200km² reducirían los flujos permanentemente. La evaporación y la cantidad de escape del embalse se han estimado a un 50% a 75%, lo que causaría una bajada significativa de la cantidad de agua que entra en el río Omo.
El Grupo de Trabajo de Recursos de África (ARWG), formado por ocho especialistas de todo el mundo, llevaron a cabo un estudio independiente sobre los impactos medioambientales de la presa Gibe III. Este estudio se realizó a causa de la presunta corrupción e inexactitud de la declaración de impacto oficial, “Gibe III Hydroelectric Project: Environmental Impact Assessment – Additional Study on Downstream Impact”, preparada por “Agriconsulting of Italy”, en asociación con MDI Consulting Engineers for EEPCo, y publicada en abril de 2008. En su comentario el ARWG refuta muchas de las declaraciones del documento oficial de la EIA. Con respecto al flujo de agua al Lago Turkana dicen que la presa provocará una disminución de un 57%-60% del volumen de flujo. Esto se contradice con lo que dijo el primer ministro de Etiopía. El ARWG también informa de que no es necesariamente el volumen del agua lo que es importante para el río Omo y ecosistema Turkana, sino que la temporalidad y el ritmo del flujo de agua es crucial, porque los ciclos de comer, reproducir y crecer de ciertos seres están adaptados a esta temporalidad. Flujos artificiales no serán suficientes para satisfacer las necesidades de estos seres. 
Además el ARWG menciona que no hay “ningún precedente de una implementación exitosa y sostenible” de un programa de simulación de un flujo artificial en el África subsahariana. Por eso no está garantizado tal programa en el caso de la presa Gibe III.
Según Terri Hathaway, directora del programa africano de “Ríos Internacionales”, Gibe III es “la presa más destructiva que se está construyendo en África”. El proyecto condenaría “a medio millón de las personas más vulnerables de la región a hambre y conflictos”.
Stephen Corry, director de la organización de derechos indígenas, Survival International, dijo: “La presa Gibe III será un desastre de proporciones cataclísmicas para los pueblos del Valle de Omo. Su vida y sustento serán destruidos, sólo algunos tienen una idea de lo que les espera. El Gobierno ha violado la constitución de Etiopía y el derecho internacional en el proceso de adjudicación. Ningún organismo externo respetable debería financiar este proyecto atroz.”
Otras fuentes dicen que la gente entrevistada en la región en muchos casos nunca había escuchado de la presa de Gibe III y muchos de ellos ni siquiera sabían lo que era una presa. Esto indica que las consultaciones han fallado y que no hay un consentimiento informado entre las poblaciones indígenas. Survival, la Campaña para una Reforma del Banco Mundial, la Coalición Counter Balance, Amigos del Lago Turkana y Ríos Internacionales han lanzado una petición para parar la presa.